# Пастка для батьків (фільм, 1998)
Пастка для батьків (англ. The Parent Trap) — американська романтична кінокомедія 1998 року режисерки та сценаристки Ненсі Меєрс. Римейк однойменного фільму 1961 року та екранізація німецького роману Еріха Кестнера 1949 року «Лотті і Ліза».

## Сюжет
Голлі Паркер живе з батьком в Каліфорнії у великому будинку, а Енні Джеймс мешкає в Лондоні в респектабельній квартирі. Обидві дівчинки, які випадково зустрілися в літньому таборі, вражені своєю схожістю. З'ясувавши, що вони — справжні сестри, батьки яких розлучилися і «поділили» дочок, вони вирішують об'єднати свою сім'ю знову.

## У ролях
| Актор            | Роль                                                                                    |
| ---------------- | --------------------------------------------------------------------------------------- |
| Ліндсі Лохан     | Голлі Паркер та Енні Джеймс (сестри-близнята, яких розлучили після народження)          |
| Денніс Квейд     | Ніколас «Нік» Паркер (батько Енні та Голлі, багатий американський власник виноградника) |
| Наташа Річардсон | Елізабет «Ліз» Джеймс (мати Енні та Голлі, відома британська дизайнерка одягу)          |
| Елейн Гендрікс   | Мередіт Блейк (26-річна публіцистка, яка планує вийти заміж за Ніка через його гроші)   |
| Ліза Енн Волтер  | Чессі (няня Голлі)                                                                      |
| Саймон Кунц      | Мартін (дворецький родини Джеймсів, який закохується в Чессі)                           |
| Поллі Голлідей   | Марва Келп-старша (власниця та директорка Кемп Волден)                                  |
| Меггі Вілер      | Марва Келп-молодша (дочка та помічниця Марви-старшої)                                   |
| Ронні Стівенс    | Чарльз Джеймс (багатий батько Елізабет Джеймс)                                          |
| Джоанна Барнс    | Вікі Блейк (мама Мередіт)                                                               |
| Голлі Меєрс-Шаєр | Ліндсі                                                                                  |
| Алі Лохан        | дитина в аеропорту                                                                      |
| Діна Лохан       | себе (немає в титрах)                                                                   |